# Cot Ruenglipis
Cot Ruenglipis är ett berg i Indonesien.   Det ligger i provinsen Aceh, i den västra delen av landet, 1 800 km nordväst om huvudstaden Jakarta. Toppen på Cot Ruenglipis är 304 meter över havet.
Terrängen runt Cot Ruenglipis är kuperad åt nordost, men åt sydväst är den platt.Runt Cot Ruenglipis är det glesbefolkat, med 14 invånare per kvadratkilometer. I omgivningarna runt Cot Ruenglipis växer i huvudsak städsegrön lövskog.